# ماكس ويست (لاعب كرة قاعدة)
ماكس ويست (بالإنجليزية: Max West)‏ هو لاعب كرة قاعدة أمريكي، ولد في 14 يوليو 1904 في سانست (تكساس) في الولايات المتحدة، وتوفي في 25 أبريل 1971.

## وصلات خارجية
- ماكس ويست (لاعب كرة قاعدة) على موقعبيزبول رفرنس.كوم (الدوري الرئيسي) (الإنجليزية)
- ماكس ويست (لاعب كرة قاعدة) على موقعبيزبول رفرنس.كوم (الدوري الثانوي) (الإنجليزية)